# 극장판 포켓몬스터 XY: 파괴의 포켓몬과 디안시
《극장판 포켓몬스터 XY : 파괴의 포켓몬과 디안시》(일본어: ポケモン・ザ・ムービー XY 破壊の繭とディアンシー)는 2014년 9월 1일에 개봉을 했다. 극장판 포켓몬스터의 제 18기 영화이다. 대한민국은 2015년 1월 14일 상영을 했다.

## 개요
- 제르네아스, 이벨타르, 디안시, 메가진화 포켓몬들이 등장한다.
- 이번작부터는 "극장판 포켓몬스터 XY"가 아닌, "포켓몬 더 무비 XY"로 명한다.
- 동시상영 작품은 피카츄, 이건 무슨 열쇠야?이다.

## 등장 인물
- 지우
- 세레나
- 시트론
- 유리카

### 전설,환상 포켓몬
- 제르네아스
- 이벨타르
- 디안시

## 같이 보기
- 포켓몬스터
- 포켓몬스터 XY